# سیارک ۲۳۲۵۵۳
سیارک ۲۳۲۵۵۳ (به انگلیسی: 232553 Randypeterson، نامگذاری:2003SX218)۲۳۲۵۵۳مین سیارک کشف شده‌است که در ۲۶ سپتامبر ۲۰۰۳ کشف شد.